# Útěchovice pod Stražištěm

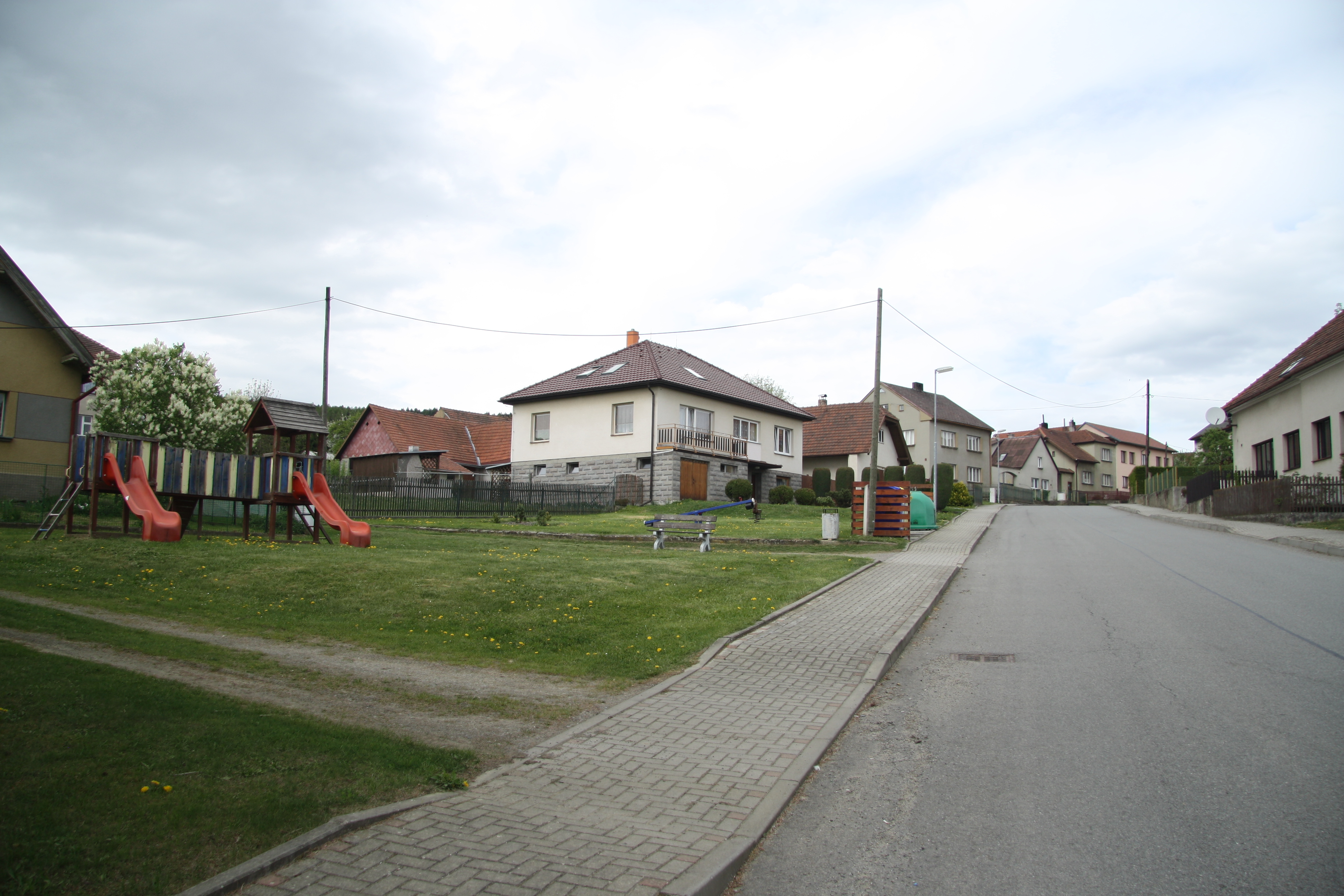
Dorfkern

Útěchovice pod Stražištěm, bis 1960 Útěchovice (deutsch Groß Autiechowitz, früher Gutenbrunn) ist eine Gemeinde in Tschechien. Sie liegt acht Kilometer nordwestlich von Pacov und gehört zum Okres Pelhřimov.

## Geographie
Útěchovice pod Stražištěm befindet sich im Süden der Böhmisch-Mährischen Höhe am östlichen Fuße des Stražiště (Strazischt, 744 m). Nördlich erheben sich der Holý vrch (Vorder Strazischt, 703 m) und der Kamenný vrch (626 m), im Süden liegt der Duškův vrch (590 m). Nordöstlich entspringt der Bach Smrčinský potok.
Nachbarorte sind Kateřinky, Nový Smrdov und Nové Vyklantice im Norden, Buřenice im Nordosten, Babice und Dobroměřice im Osten, Smrčina, Lesná und U Rozštěpu im Südosten, Velká Chyška, Černý Rybník und Cetule im Süden, Bratřice und Salačova Lhota im Südwesten, Mezilesí und Zelená Ves im Westen sowie Týmova Ves und Lukavec im Nordwesten.

## Geschichte
Die erste urkundliche Erwähnung des Dorfes erfolgte 1410 im Urbar des Klosters Strahov unter dem Namen Gutenbrunn. Nach den Hussitenkriegen waren verschiedene Adelsgeschlechter Besitzer des Dorfes, in dieser Zeit setzte sich der Ortsname Outěchovice durch. Im Dreißigjährigen Krieg gehörte Outěchovice zu dem nach der Schlacht am Weißen Berg konfiszierten Besitz und das Kloster Strahov nutzte die Gelegenheit, um seine alten Güter zurückzuerlangen.
Nach der Aufhebung der Patrimonialherrschaften bildete Outěchovice / Groß Autiechowitz eine Gemeinde in der Bezirkshauptmannschaft Pelhřimov. 1923 wurde der Gemeindename in Útěchovice geändert. Zwischen 1948 und 1960 war Útěchovice dem Okres Pacov zugeordnet. Mit Beginn des Jahres 1961 wurde das Dorf nach Velká Chyška eingemeindet und kam zum Okres Pelhřimov zurück. Zugleich erhielt der Ort zur Unterscheidung vom im gleichen Bezirk gelegenen Dorf Útěchovice den amtlichen Namenszusatz pod Stražištěm. Seit 1990 bildet Útěchovice pod Stražištěm wieder eine eigene Gemeinde.

## Gemeindegliederung
Für die Gemeinde Útěchovice pod Stražištěm sind keine Ortsteile ausgewiesen.

## Sehenswürdigkeiten
- neobarocke Kapelle am Dorfplatz, errichtet 1908
- Jägerhaus am nördlichen Ortsausgang, Geburtshaus von Jiří Frejka, es war erblicher Besitz der freien Jäger Frejka z Outěchovic
- Stražiště mit Wallfahrtskapelle des Hl. Johannes an einer wundertätigen Quelle sowie Fernseh- und Rundfunksender

## Söhne und Töchter der Gemeinde
- Jiří Frejka (1904–1952), tschechischer Regisseur